# Itivuttaka
Itivuttaka (pali: « ceci a été dit » ou « ceci a été dit ainsi ») est le titre d'un sutra du canon pali dans le bouddhisme. Il constitue le quatrième livre de la série du Khuddaka Nikaya (« les textes courts »), et comprend cent douze brefs discours du Bouddha, en prose et en vers. Ces discours sont groupés en quatre sections, qui abordent tour à tour un, deux, trois ou quatre points, sur le modèle des Anguttara Nikaya.

## Forme

### Titre et composition
Itivukka est une expression signifiant « (Texte commençant par) « Ainsi a-t-il été dit » ». L'expression peut se comprendre ainsi : « Ceci a été dit (vuttam) par le Seigneur... ainsi (iti) l'ai-je entendu », d'où « les dires » ou « les choses ainsi dites ». Le recueil tire en fait son titre de la phrase qui ouvre chacun des cent douze sutras — et il diffère en cela de tous les autres textes du Tripitaka : vuttaṃ hetaṃ bhagavatā vuttaṃ arahatā ti me sutaṃ, à savoir « Ainsi parlait le Bouddha, ainsi parlait l'Arahant ; ainsi ai-je entendu ». De la même manière, ils se terminent par Ayaṃ pi attho vutto bhagavatā iti me sutaṃ, c'est-à-dire « et cela a été dit ; c'est ce que j'ai entendu ».
On ne trouve pas de mention du lieu où ces discours ont été tenus, ce qui s'explique, selon les commentaires, par le fait qu'ils ont tous été tenus à Kosambi, où une disciple laïque du nom de Khujjuttarâ les entendit. Celle-ci était une servante de Sâmâvati, la reine consort du roi Udayana (en). Après avoir rencontré et entendu le Bouddha, elle était devenue une « entrée dans le courant », et elle avait converti aux enseignements du Bouddha les autres femmes au service de la reine. On rapporte qu'elle écoutait régulièrement le Bouddha et qu'elle répéta par la suite ses propos aux femmes du palais. Elle aurait également introduit la formule initiale que l'on trouve dans chaque sutra, afin de souligner qu'elle se contentait de rapporter les paroles du Bouddha.
Toutefois, cette tradition remonte seulement au commentaire de Dhammapāla (en) (vers le Ve siècle). Mais si elle est un tant soit peu véridique, elle pourrait alors avoir été recueillie à Kosambi et formalisée d'une manière typique pour cet endroit, contrairement peut-être à Savatthi, par exemple, où l'on privilégiait la formule « evam me sutam » (ainsi ai-je entendu) — une  hypothèse toutefois hautement spéculative.

## Histoire du texte

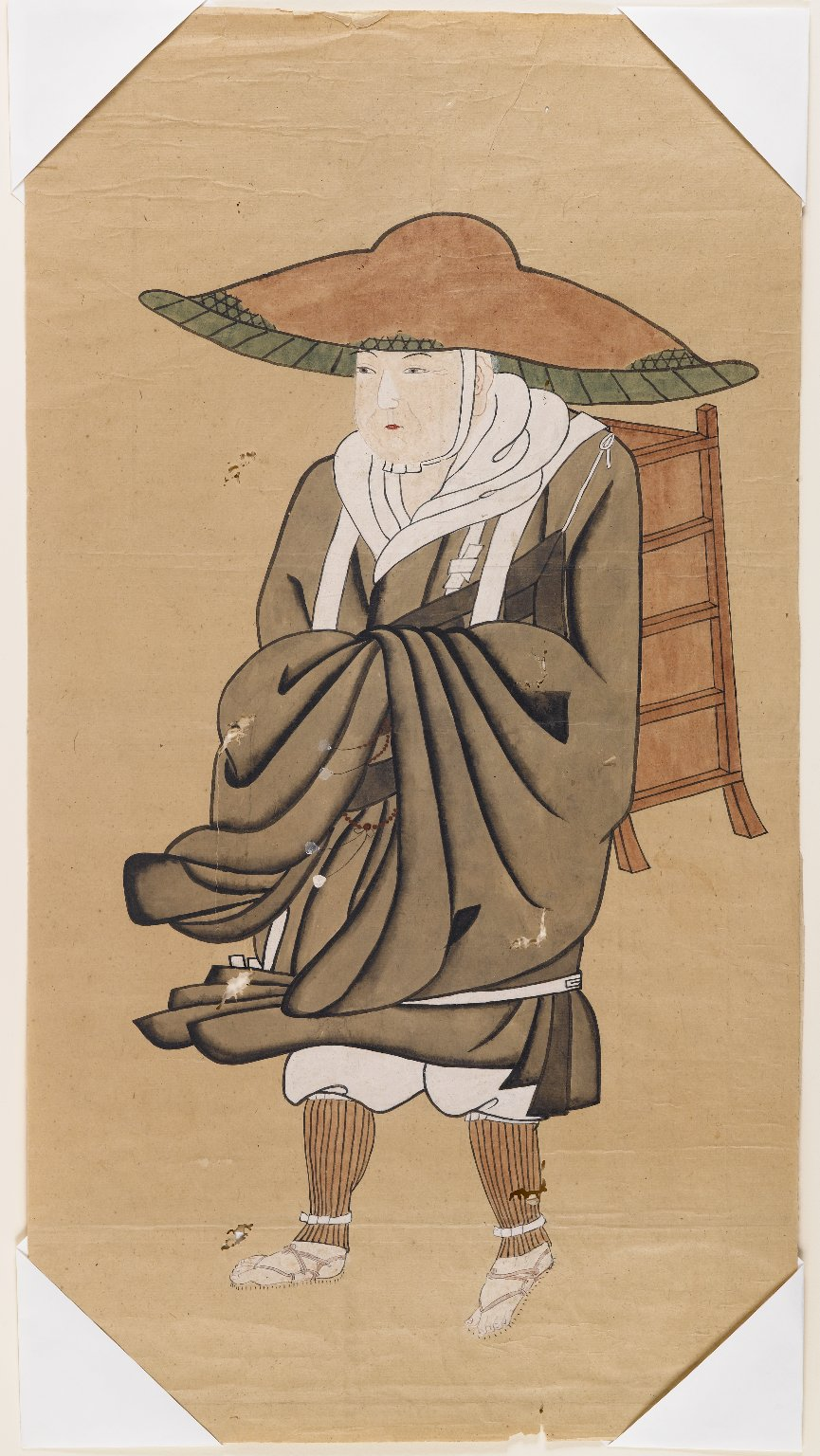
Xuanzang, chargé des sutras qu'il ramène d'Inde. Japon, XIXe siècle. Encre et couleur sur papier. Brooklyn Museum.

On trouve le nom « Itivuttaka » dans la liste standard des neuf divisions des enseignements du Bouddha, qui est antérieure à l'organisation du canon pali tel que nous le connaissons aujourd'hui. Toutefois, on ne peut pas savoir si le texte pali existant correspond à l'Itivuttaka mentionné dans cette liste, ni dans quelle mesure il pourrait y correspondre.
D'autre part, le canon chinois contient une traduction d'un Itivuttaka, ressemblant fortement au texte de lItivuttaka pali, et attribuée au grand pèlerin et traducteur chinois Xuanzang (VIIe siècle), qui ramena d'Inde un grand nombre de manuscrits bouddhiques pour les traduire. Toutefois, la principale différence entre la traduction de Xuanzang et la version palie se trouvent les lacunes du texte chinois : il manque plusieurs textes du groupe des trois, et le groupe des quatre est totalement absent. Nous n'avons pas d'explication claire de ces différences: il se pourrait que ces parties aient été ajoutées ultérieurement au texte et qu'elles aient ainsi figuré dans le texte en pali mais pas dans la version sanskrite traduite par Xuanzang, à moins que le texte sanskrit n'ait été incomplet, ou encore que Xuanzang n'ait pas achevé sa traduction (qu'il a entreprise dans les derniers mois de sa vie).

## Structure et contenu
Les sutras sont regroupés en quatre sections, qui portent les titres « Section des Uns » (Ekanipāta), « Section des Deux » (Dukanipāta), « Section des Trois » (Tikanipāta), « Section des Quatre » (Caukkanipāta), selon le nombre de points traités dans les sutras contenus dans la partie. Le texte est ensuite subdivisé en vaggas, chacun regroupant une dizaine de sutras,. Ce type de structure est similaire aux textes réunis dans la section du Canon pali intitulée Anguttara Nikaya.
Pour voir ce mode d'organisation en un, deux trois ou quatre points, prenons par exemple le début du premier sutra de chaque partie, :

« (1) Une chose, moines, doit être abandonnée ; (...) Quelle chose ?
(28) Le moine qui est possède deux choses, (...) Quelles deux ?
(50) Il y a ces trois racines pernicieuses (...) Quelles trois ?
(101) Ces quatre choses, moines, sont insignifiantes (...) Quelles quatre ? »

Chacun des textes se termine par des vers, et en cela, l'Itivuttaka est semblable aux Udânas, le recueil qui le précède dans le Khuddaka Nikaya. Mais ce modèle se retrouve également dans les Anguttara Nikaya, et il est probable qu'il s'agisse d'un moyen destiné à faciliter la mémorisation chez les auditeurs. Les cent douze sutras présentent la même structure: un passage en prose, qui reprend un discours adressé par le Bouddha aux moines, suivi par un verset également attribué au Bouddha, qui résume le passage en prose. Toutefois, dans les Itivuttaka, ce procédé est systématique; en outre la partie versifiée ajoute souvent des éléments à ceux mentionnés dans la partie en prose. Si les informations nouvelles sont souvent mineures, elles peuvent parfois être nettement plus riches que le passage en prosee (par exemple dans le sutra 63, consacré aux trois temps — passé, présent et futur).
Enfin, un certain nombre d'éléments sont repris dans différents passages en vers, ce qui montre l'habileté du Bouddha à « recycler » certaines données de ses discours. Tantôt, on a la reprise de versets entiers (cf. les sutras 15 et 105), tantôt un verset est adapté à un autre thème simplement en changeant un ou deux mots (n° 1-6); parfois, des vers sont repris pour compléter des versets sur différents sujets (n° 52, 54, 56). Ce qui peut être vu comme un manque d'originalité est en réalité une aide pour mémoriser des blocs d'informations et un moyen aussi de souligner des parallèles entre certains sujets.

### Contenu
Les itivuttakas couvrent l'éventail de la pratique bouddhiste, mettant l'accent sur des aspects qui vont des plus élémentaires aux plus avancés. Si l'on prend le niveau de base, les textes se concentrent sur la distinction entre comportements habiles et non habiles. Au niveau avancé, ils traitent de sujets très subtils comme le rôle du devenir sur la voie (n° 49), les différents aspects de la fin des attachements (n° 44), et le fait qu'un arhat, ayant abandonné le Tout (n° 66 ; n° 68) ne peut être classé d'aucune manière (n° 63 ; n° 69). En réalité, l'ouvrage discute de plusieurs points de la pratique qu'on ne trouve nulle part ailleurs dans le Canon pali, et si ces passages n'avaient pas été mémorisés, nous aurions une moins bonne connaissances des enseignements du Bouddha.